# Човешко жертвоприношение
Човешкото жертвоприношение е вид жертвоприношение, при което се убива човек или повече хора като част от религиозен ритуал.
Човешките жертвоприношения са практикувани в различни култури и исторически периоди. В Стария свят те стават по-редки през желязната епоха, а след Класическата античност вече са смятани за варварски обичай. В Новия свят (Америките) жертвоприношенията продължават до колонизираието им от европейците.
В Римската история човешки жертвоприношения са потвърдени от Тит Ливий в 216 г. до новата ера.
А също така и в 41 г от новата ера по времето на имрератор Октавиан Август (Svetonio Augusto 15 e Cassio Dione Storia Romana XXXXVIII, 14, 3)
Повечето съвременни религии осъждат човешкото жертвоприношение, а светските закони го третират като убийство.
Ритуалът „вграждане на сянка“ е форма на човешко жертвоприношение, познат във фолклора на различни държави на Балканите (България, Северна Македония, Сърбия), както и в някои държави от Азия (Япония, Китай, Индонезия). 